# Арбузинка (річка)
Гарбузи́нка, Арбузи́нка — річка в Україні, в межах Арбузинського та Вознесенського районів Миколаївської області. Права притока Мертвоводу (басейн Південного Бугу)

## Опис
Довжина річки 51 км, площа басейну 384 км². Долина трапецієподібна, завширшки 2 км, завглибшки 50 м. Річище звивисте, завширшки до 5 м. На річці розташований Арбузинський каньйон. Стік зарегульований невеликими водосховищами і ставками. Використовується на зрошення, рибництво.

## Розташування
Річка бере початок на північ від смт Арбузинки. Тече переважно на південь, у нижній течії — на південний схід і (місцями) на схід. Впадає до Мертвоводу біля західної околиці села Актове. 
На річці розташоване смт Арбузинка. 
Біля впадіння Гарбузинки до Мертвоводу — заповідне урочище Трикратський ліс.